# Vodíku podobný atom
Vodíku podobný atom nebo též vodíku podobný ion je jakékoli atomové jádro s pouze jedním elektronem, stejně jako tomu je u vodíku. Protonů může mít více a tak je celkový náboj tohoto atomu vždy roven {\displaystyle e(Z-1)}, kde {\displaystyle Z} je jeho protonové číslo a {\displaystyle e} je elementární náboj. He+, Li2+, Be3+ nebo B4+ jsou některé příklady, mezi které patří i těžší izotopy vodíku jako např. deuterium, i když nemají více než 1 proton.
Vodíku podobné atomy patří mezi nejjednodušší modely atomů, ve kterých vzniká s dobrým přiblížením pouze interakce mezi jádrem a elektronem, a protože nejsou přítomny další elektrony, které by jinak interagovaly mezi sebou navzájem (elektronovou korelací, spin-spinovou interakcí), je možno tuto úlohu dobře analyticky řešit, pokud hledáme řešení nerelativistické Schrödingerovy rovnice nebo Diracovy rovnice pro vlnovou funkci elektronu vůči jádru. Tato exaktní řešení nazýváme vodíku podobné atomové orbitaly.